# Florin Marin
Florin Marin (* 19. Mai 1953 in Bukarest) ist ein ehemaliger rumänischer Fußballspieler und derzeitiger -trainer. Er bestritt insgesamt 281 Spiele in der ersten rumänischen Liga, der Divizia A. Als Spieler gewann er mit Steaua Bukarest die rumänische Meisterschaft 1978 und den Pokal 1979 sowie mit Rapid Bukarest den rumänischen Pokal 1975.

## Karriere als Spieler
Florin Marin begann mit dem Fußballspielen bei Rapid Bukarest und kam im Sommer 1972 in den Kader der ersten Mannschaft, die seinerzeit in der ersten rumänischen Liga, der Divizia A, spielte. In der Saison 1973/74 wurde er zur Stammkraft, musste mit seiner Mannschaft am Saisonende jedoch in die Divizia B absteigen. Dort blieb er seinem Klub treu und schaffte ein Jahr später nicht nur den sofortigen Wiederaufstieg, sondern gewann mit dem Pokalsieg 1975 auch seinen ersten Titel.
Im Sommer 1976 verließ Marin Rapid zum Lokalrivalen Steaua Bukarest. Mit Steaua gewann er nach der Vizemeisterschaft 1977 den Meistertitel 1978. Nach dem Pokalsieg 1979 konnte er sich mit seinem Klub zwar regelmäßig für den Europapokal qualifizieren, es sprang jedoch keine weitere Meisterschaft hinzu. Im Jahr 1984 verließ er Bukarest zum FC Argeș Pitești, kam aber nur auf zehn Einsätze und schloss sich nach einer Spielzeit Gloria Buzău an. Nach einer Saison bei Zweitligist FC Inter Sibiu beendete er im Sommer 1987 seine aktive Laufbahn.

## Karriere als Trainer
Nach dem Ende seiner aktiven Laufbahn wurde Marin im Sommer 1990 Assistenztrainer von Costică Ștefănescu bei Steaua Bukarest. Ein Jahr später arbeitete er in gleicher Position unter Gheorghe Constantin bei Rapid Bukarest, ehe er im Sommer 1992 Cheftrainer von Farul Constanța wurde. Mit Farul konnte er die beiden folgenden Spielzeiten auf einem Platz im vorderen Mittelfeld beenden. Im Sommer 1994 wurde er von Gheorghe Constantin abgelöst, den er wiederum im Sommer 1995 beerbte. Immer Sommer 1996 verließ er Farul zum Ligakonkurrenten Ceahlăul Piatra Neamț. Ein Jahr später verpflichtete ihn Vizemeister Național Bukarest, mit dem er die Saison 1997/98 auf dem fünften Platz abschloss. Im Sommer 1998 wurde Marin Cheftrainer von AS Rocar Bukarest in der Divizia B. In der Saison 1998/99 führte er sein Team in die Divizia A und dort zum Klassenerhalt, ehe er im Sommer 2000 von Dumitru Dumitriu abgelöst wurde.
Im Herbst 2002 war Marin für wenige Wochen als Nachfolger von Ion Moldovan Cheftrainer von Dinamo Bukarest, ehe er von Cornel Dinu abgelöst wurde. Anfang 2003 übernahm er Astra Ploiești, musste jedoch ein halbes Jahr später wieder gehen. In der Spielzeit 2004/05 arbeitete er für Ceahlăul in der Divizia B. Am Ende der Saison 2005/06 war er für wenige Wochen abermals Trainer von Dinamo Bukarest. Im Sommer 2006 übernahm er Erstligist Jiul Petroșani, wurde dort im Oktober 2006 aber wieder entlassen. Kurz darauf ersetzte er Ion Moldovan bei Ceahlăul, musste mit dem Klub am Ende der Saison 2006/07 absteigen. Marin heuerte bei Aufsteiger Dacia Mioveni an, wo er im Oktober 2007 gehen musste. Von Sommer 2008 bis Oktober 2009 war er abermals als Cheftrainer von Ceahlăul tätig, mit dem ihm der Aufstieg 2009 gelang.
Im Sommer 2010 wurde Marin Assistenztrainer von Victor Pițurcă bei Steaua Bukarest, verließ den Klub im August 2010 jedoch schon wieder, nachdem Pițurcă den Klub verlassen hatte. Er folgte ihm zum FC Universitatea Craiova, wo er bis Januar 2011 als Assistenztrainer tätig war. Seit Juni 2011 ist Marin Pițurcăs Assistent bei der rumänischen Nationalmannschaft. Diesen Posten gab er im März 2014 auf, um als Nachfolger von Daniel Isăilă Cheftrainer von Erstligist Astra Giurgiu zu werden. Nach lediglich neun Spielen wurde er im Mai 2014 von Isăilă wiederum abgelöst. Im Juni 2014 wurde er Geschäftsführer von Ceahlăul Piatra Neamț. Diesen Posten gab er Anfang August 2014 auf, um Cheftrainer von Ceahlăul zu werden. Ende Dezember 2014 wurde er entlassen. Anfang März 2015 übernahm er Ligakonkurrent Oțelul Galați. Nachdem er den Abstieg des Vereins nicht hatte vermeiden können, verließ er den Klub im Sommer 2015 zu Rapid Bukarest. Seinen Vertrag löste er dort jedoch schon im August 2015 wieder auf, um Erstligist ACS Poli Timișoara zu übernehmen. Im März 2016 wurde er wieder entlassen, als sich Poli in Abstiegsgefahr befand. Im Mai 2016 heuerte er beim FC Voluntari an, den er in der Relegation zum Klassenerhalt führte. Im März 2017 wurde er wieder entlassen. Anschließend wechselte er zu CS Mioveni in die Liga II, wo er zunächst als Technischer Direktor und mit Beginn der Saison 2017/18 als Cheftrainer tätig war. Nach sechs Spielen trat er zurück und wurde von Adrian Mihalcea abgelöst.

## Erfolge

### Als Spieler
- Rumänischer Meister: 1978
- Rumänischer Pokalsieger: 1975, 1979

### Als Trainer
- Aufstieg in die Liga 1: 1999, 2009